# Billy Griffin
William L. Griffin (né le 15 août 1950) est un chanteur et auteur-compositeur américain. Il est surtout connu pour avoir remplacé Smokey Robinson en tant que chanteur principal du groupe The Miracles en 1972.

## Discographie solo

### Albums
- 1982: Be With Me
- 1983: Respect
- 1985: Systematic
- 1992:  Technicolour
- 1996: The Best Of Billy Griffin - The Very Best Of The Motorcity Recordings
- 2006: Like Water

### Singles
- 1982: "Hold Me Tighter in the Rain"
- 1983: "Serious"
- 1986: "Believe It or Not"
- 1989: "First in Line"
- 1991: "Technicolour"
- 1992: "True Confessions"
- 2006: "Like Water"
- 2007: "All The Way To Love"